# Bundesverband Spedition und Logistik
Der Bundesverband Spedition und Logistik (BSL) war ein bedeutender deutscher Wirtschafts- und Arbeitgeberverband der Speditions- und Logistikbranche mit Sitz in Bonn. 1881 wurde die Vorläuferorganisation Verein Deutscher Spediteure in Leipzig gegründet. Nach eigenen Angaben gehörten dem Verband etwa 3000 Betriebe an.
Am 11. April 2003 schloss er sich zusammen mit der Vereinigung Deutscher Kraftwagenspediteure (VKS, zuvor Arbeitsgemeinschaft Deutscher Kraftwagenspediteure, Adekra) zum Deutschen Speditions- und Logistikverband e.V. (DSLV) zusammen.
Am 27. April 2015 erfolgte eine Verschmelzung mit dem Deutschen Speditions- und Logistikverband e.V. (DSLV).